# Basware
Basware Oyj est une société finlandaise de logiciels  vend des progiciels d'entreprise pour les processus financiers.

## Historique
En 2012, Basware rachète l'entreprise allemande de factures dématérialisées First Businesspost GmbH.
En juillet 2018, Basware choisit Xerox pour sous-traiter ses opérations de numérisation et de saisie.

## Présentation
Les produits de Basware sont des applications composites (PCA) qui sont destinées à interagir avec les fonctionnalités des systèmes existants en les complétant, telles que les progiciels de gestion intégré (ERP), utilisés pour prendre en charge les processus quotidiens.

## Actionnaires
Au 29 février 2020, les principaux actionnaires de Basware sont:
| #  | Actionnaire                     | Actions   | %     |
| -- | ------------------------------- | --------- | ----- |
| 1  | Sihvo Ilkka Juhani              | 887 300   | 6,16  |
| 2  | Eräkangas Kirsi Maria           | 626 055   | 4,35  |
| 3  | Vaajoensuu Hannu                | 567 857   | 3,94  |
| 4  | Ilmarinen oy                    | 420 830   | 2,92  |
| 5  | Perttunen, Sakari               | 384 375   | 2,67  |
| 6  | Eläkevakuutusosakeyhtiö Veritas | 352 345   | 2,45  |
| 7  | Valtion Eläkerahasto            | 256 000   | 1,78  |
| 8  | Danske Invest Suomi             | 200 000   | 1,39  |
| 9  | Pöllänen Antti                  | 198 033   | 1,38  |
| 10 | Perttunen, Meimi                | 145 107   | 1,01  |
|    | Total [1-10]                    | 4 037 902 | 28,04 |